# Shelby American
Shelby American es un fabricante de automóviles estadounidense formado en 2003 a partir del fabricante de vehículos de rendimiento personalizado Shelby American, cuando el fundador y propietario Carroll Shelby hizo pública la empresa y, además, formó Shelby Automobiles como una subsidiaria de la cual continuar la fabricación de vehículos y refacciones. 
En 2009, "Shelby Automobiles" pasó a llamarse oficialmente "Shelby American", recuperando el nombre original de la empresa para celebrar el 45.º aniversario de los Cobra 427 y GT350. Carroll Shelby Licensing es la segunda subsidiaria de propiedad total que forma Carroll Shelby International, que tiene su sede en Nevada. Shelby American fabrica componentes de automóviles, que incluyen réplicas de los AC Cobra de bloque pequeño y grande, el Shelby GT350 y el GT500 Super Snake. Desde 2005, Shelby American ha lanzado nuevos modelos cada año. Carroll Shelby International trabajaba anteriormente con Unique Performance, con sede en Texas, para crear nuevos autos Shelby basados en el Ford Mustang, tales como el GT350SR y "Eleanor". El 1 de noviembre de 2007, Unique Performance fue allanada por el Departamento de Policía de Farmers Branch debido a irregularidades en el VIN y posteriormente, se declaró en bancarrota, lo que efectivamente puso fin a la producción de continuación de Shelby Eleanor y la relación.